# Прищеплення (політика)
Прищеплення або Трансплантація (англ. Graft) є формою політичної корупції, оскільки вона є недобросовісним використанням повноважень політика з метою особистої вигоди. Політична привилегія реалізовується, коли кошти, призначені для державних проєктів, навмисно неправильно спрямовуються, щоб максимізувати вигоди своїх приватних інтересів.

## Опис
Політичне прищеплення відбувається, коли державний службовець вирішує і робить відповідні дії для придбання товарів чи послуг із конкретного приватного інтересу за вартістю, що значно перевищує звичайні ринкові ставки. Потім вилучає частину безвідплатного прибутку. Член уряду може незаконно привласнити кошти безпосередньо з державних фондів, але він також може приймати рішення на користь власних приватних економічних інтересів, використовуючи знання про майбутні урядові рішення на свою користь, подібним чином до інсайдерської торгівлі.
Хоча конфлікт між державними та приватними інтересами є загальним для всіх форм корупції, термін прищеплення характерний для навмисного неправильного спрямування офіційних коштів з метою власного збагачення. Хоча це не оригінальне використання цього терміна, прищеплення в сучасному контексті помилково використовується як загальний термін для розкрадання, привласнення, торгівлі впливом чи інших форм корупції. Хоча розкрадання та розповсюдження впливу є елементами, які іноді присутні в прищепленні, відносини не є детермінованими. 

## Дивитися також
- Корупція
- Кронізм
- Грошовий слід
- Непотизм
- Патронаж
- Політична корупція
- Політичні фінанси